# آسانه دیائو
آسانه دیائو (انگلیسی: Assane Diao؛ زادهٔ ۷ سپتامبر ۲۰۰۵) بازیکن فوتبال اهل اسپانیا است.
وی همچنین در تیم‌های ملی فوتبال زیر ۱۸ سال اسپانیا، زیر ۱۹ سال اسپانیا و زیر ۲۱ سال اسپانیا بازی کرده‌است.